# Elif Şafak
Elif Şafak, trascritto anche come Elif Shafak (Strasburgo, 25 ottobre 1971), è una scrittrice turca.
Ha pubblicato romanzi scritti in turco e in inglese ed è l'autrice più venduta in Turchia. Le sue opere sono tradotte in più di trenta lingue. È stata definita dai critici come un'autrice in cui si armonizzano in modo creativo la tradizione occidentale e quella orientale fino a generare un'opera narrativa che è insieme locale e universale. La sua opera attinge a diverse culture e tradizioni letterarie, così come ad un profondo interesse per la storia, la filosofia e la cultura orale.
Şafak ha una scrittura provocatoria nei confronti del bigottismo e della xenofobia, ed è profondamente legata ai temi del femminismo, del sufismo, dell'individualismo e della cultura ottomana, con “un particolare talento nel dipingere le strade di Istanbul”.
Shafak ha vissuto tra Istanbul e gli Stati Uniti, e si è poi trasferita nel Regno Unito. Shafak ha vissuto a Londra dal 2013, ma ha dichiarato di "avere Istanbul nel cuore". Nel 2019 dichiarò di aver deciso di vivere da esiliata dalla Turchia per timore di ritorsioni nel caso vi tornasse.

## Biografia

### Nascita e gioventù
Elif Şafak è nata a Strasburgo, in Francia, il 25 ottobre 1971 con il nome di Elif Bilgin, figlia del filosofo turco Nuri Bilgin e della diplomatica turca Şafak Atayman. Quando aveva un anno i genitori si separarono e lei rimase con la madre. Per sua stessa ammissione, il fatto di non crescere in una famiglia tipicamente patriarcale ha avuto una grande rilevanza per il suo lavoro e la sua scrittura. Cambiando nome, ha assunto come cognome il nome della madre, che significa “alba”. Şafak ha passato gli anni dell'adolescenza a Madrid e Amman, in Giordania, prima di ritornare in Turchia.

### Gli studi
Elif Şafak si è laureata in relazioni internazionali presso l'Università Tecnica del Medio Oriente ad Ankara. Ottenuta la laurea magistrale in “Gender and Women's Studies” con una tesi su La decostruzione della femminilità nella comprensione ciclica dell'eterodossia derviscia nell'Islam, ha poi conseguito un dottorato presso il Dipartimento di Scienze politiche della stessa università con uno studio dal titolo Un'analisi della modernità turca attraverso i discorsi sulla mascolinità. Ha passato un anno con una borsa di studio nel college statunitense Mount Holyoke Women's College a South Hadley, nello stato del Massachusetts, dove ha finito il suo primo romanzo in inglese. Il libro, The Saint of Incipient Insanities, è stato pubblicato da Farrar, Straus and Giroux. Ha poi lavorato all'Università del Michigan, a Ann Arbor, e successivamente all'Università dell'Arizona, presso il Dipartimento di Studi sul Vicino Oriente, a Tucson. Ha poi insegnato all'Università Bahçeşehir e all'Università Bilgi a Istanbul.

### Carriera della scrittrice

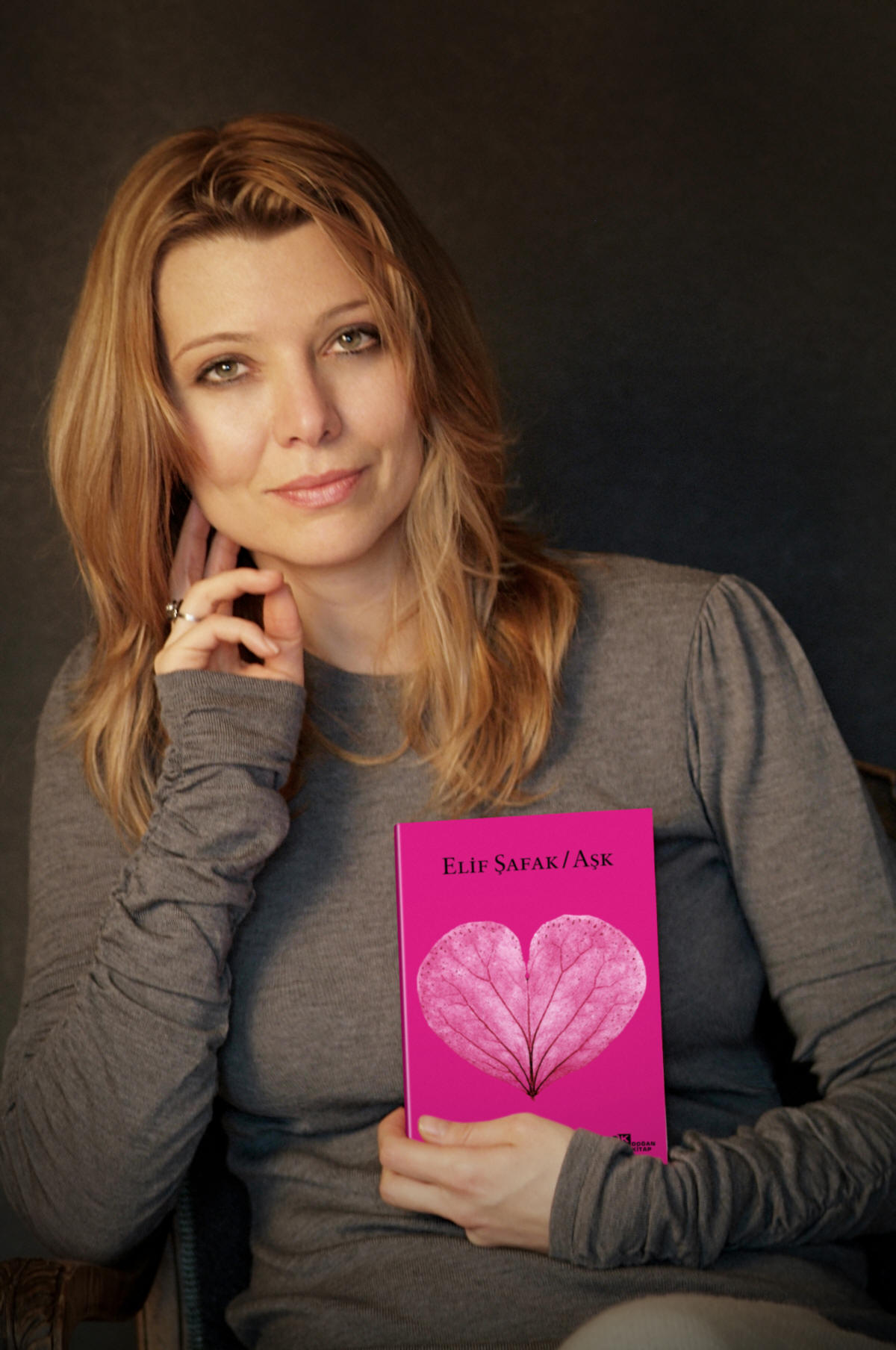
Elif Şafak nel 2009

Il debutto letterario della Şafak è la storia Kem Gözlere Anadolu, pubblicato nel 1994. Il suo primo romanzo, Pinhan, scritto a 24 anni, stupì la critica per la notevole conoscenza del misticismo, dell'ermeneutica, e del linguaggio ottomano, vincendo nel 1998 il Premio Mevlana per la miglior opera di letteratura mistica in Turchia. Il suo secondo romanzo, Şehrin Aynalari (Specchi della città), riunisce la cultura ebrea e quella islamica sullo sfondo di un'ambientazione storica nel diciassettesimo secolo nel Mediterraneo. Şafak ha poi notevolmente aumentato il numero dei suoi lettori con il romanzo Mahrem (Lo sguardo fisso), con il quale nel 2000 ha ottenuto il Premio dell'Unione degli scrittori turchi. Il suo romanzo successivo, Bit Palas (Il palazzo delle pulci), è stato un bestseller in Turchia, ed è diventato uno dei sei libri candidati nel 2005 per l'Independent Foreign Fiction Prize in Gran Bretagna. Şafak ha poi pubblicato Med-Cezir, una raccolta di saggi sul sesso e la sessualità, la mentalità nel ghetto e la letteratura. Ha contribuito poi alle riflessioni sulla condizione femminile, l'identità nazionale e la non appartenenza, con le prefazioni a Tales from the Expat Harem: Foreign Women in Modern Turkey e a Türkçe Sevmek, the expatriate literature anthology (entrambi del 2005).

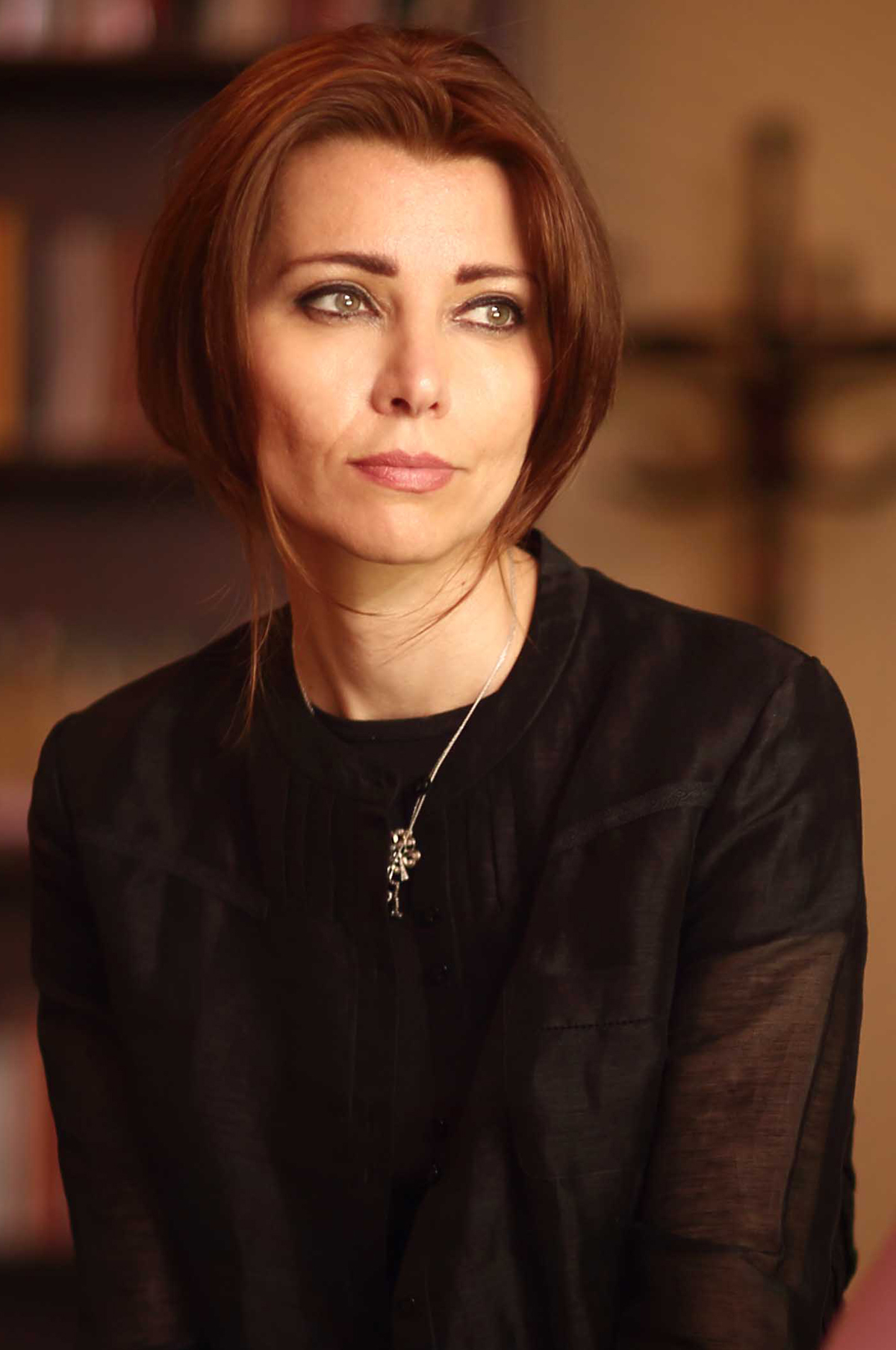
Elif Shafak nel 2013

Il primo libro autobiografico di Şafak, intitolato Black Milk, combina i generi narrativo e saggistico ed è stato scritto dopo l'esperienza di una depressione post-partum, seguita alla nascita di sua figlia, nel 2006.
Nel luglio del 2010 Şafak ha tenuto un discorso al TED Oxford su “Le politiche nelle prose narrative”, parlando del ruolo della letteratura nell'aiutare a oltrepassare i muri culturali e ad accogliere differenti esperienze, e spiegando come la narrativa possa superare i limiti delle identità politiche. In quell'occasione ha detto che “la conoscenza che non ci porta al di là è di gran lunga peggiore dell'ignoranza. [...] La nostra immaginazione potrebbe ridursi. I nostri cuori potrebbero rimpicciolire. E la nostra umanità potrebbe appassire se stiamo troppo a lungo dentro i nostri involucri culturali.”
Şafak ha scritto per quotidiani e riviste, in Turchia e Europa.

## Tematiche e cifra stilistica

### Istanbul
Istanbul è l'ambientazione preminente negli scritti di Şafak. Lei la rappresenta come una “città donna" ("She-city”) e la paragona a una vecchia donna con un cuore giovane che è eternamente alla ricerca di nuove storie e nuovi amori. Come osserva lei stessa: “Istanbul permette di comprendere, forse non razionalmente ma intuitivamente, che Oriente e Occidente sono in ultima istanza concetti immaginari, e quindi possono essere immaginati di nuovo e diversamente”. Nel Time, sempre Şafak, ha scritto: “Oriente e Occidente non sono come l'acqua e l'olio. Possono essere mescolati. E in una città come Istanbul essi sono combinati intensamente, incessantemente e incredibilmente”. E in un pezzo che ha scritto per la BBC dice: “Istanbul è come un'enorme Matrioška piena di colori: la apri e trovi un'altra bambola dentro. Apri questa, solo per vedere che è inserita una nuova bambola. È una sala di specchi dove niente è esattamente come sembra. Si dovrebbe essere prudenti quando si usano certe categorie per parlare di Istanbul. Una cosa questa città non è di sicuro, i cliché.” Nel 2005 Şafak ha sposato il giornalista turco Eyüp Can, e ha avuto due bambini (una femmina e un maschio). Sua figlia è stata chiamata con il nome di Zelda Fitzgerald e suo figlio con quello di una storia di Borges, Lo Zahir.

### Sufismo
Il sufismo ha sempre rivestito un'importante parte nell'opera di Şafak, tuttavia il suo ultimo libro ne tratta direttamente. AŞK (in turco "Amore"; titolo italiano Le quaranta porte; titolo inglese: The Forty Rules of Love) è stato pubblicato nel marzo del 2009, vendendo più di 500 000 copie e diventando in Turchia un long-seller. Il romanzo intreccia il racconto di una storia d'amore moderna tra una casalinga ebrea d'origine americana e un sufi, residenti ad Amsterdam, e la storia che narra dell'amore tra Jalal al-Din Rumi e Shams-i Tabrïz. Şafak dichiara che entrambe le versioni di questo libro, quella inglese e quella turca, sono originali, e precisa: “In The Forty Rules of Love, ho provato una nuova tecnica. Prima ho scritto il romanzo in inglese. Dopo averlo fatto tradurre in turco da un eccellente traduttore, ho preso quest'ultima versione e ho riscritto il libro. Quando questa nuova stesura era pronta sono tornata alla versione inglese e la ho riscritta con un nuovo spirito. In un certo senso ho scritto due libri paralleli nello stesso lasso di tempo”.

### La persecuzione in Turchia
Il secondo romanzo scritto da Şafak in inglese, La bastarda di Istanbul, è stato accolto da una vasta acclamazione critica ed è stato a lungo nella lista per l'Orange Prize, divenendo il libro più venduto in Turchia nel 2006. Il romanzo ha suscitato polemiche in Turchia, portando l'autrice a essere accusata di “attacco all'identità turca” in base all'art. 301 del Codice penale turco. La denuncia deriva dalla dichiarazione fatta da un personaggio del suo romanzo che caratterizza il massacro degli Armeni durante la prima guerra mondiale come genocidio. Come risposta, Şafak ha affermato che “il modo in cui [i nazionalisti] stanno cercando di penetrare il dominio dell'arte e della letteratura è abbastanza nuovo e del tutto sconvolgente”. L'inchiesta è stata infine archiviata il 21 settembre 2006.

### Maternità e letteratura
Il primo libro autobiografico di Şafak, intitolato Black Milk, combina i generi narrativo e saggistico ed è stato scritto dopo l'esperienza di una depressione post-partum, seguita alla nascita di sua figlia, nel 2006. Relativamente a questo libro, Şafak ha commentato: “Ho intitolato questo libro Black Milk per due ragioni. Primo, tratta della depressione post-partum e mostra come il latte della madre non è sempre bianco e senza macchie come alla società piace pensare. Secondo, superata questa depressione sono riuscita a trovare ispirazione; superata l'esperienza di questo "latte nero" sono stata capace di sviluppare una specie di inchiostro”.

## Opere

### Romanzi

#### In turco
- Kem Gözlere Anadolu (1994) ISBN 975-7837-29-6
- Pinhan (1997) ISBN 975-342-297-0
- Şehrin Aynaları (1999) ISBN 975-342-298-9
- Mahrem (2000) ISBN 975-342-285-7
- Bit Palas (2002) ISBN 975-342-354-3
- Beşpeşe, con Murathan Mungan, Faruk Ulay, Celil Oker e Pınar Kür (2004) ISBN 975-342-467-1
- Med-Cezir (2005) ISBN 975-342-533-3
- Baba ve Piç (2006)
- Siyah Süt (2007)
- Aşk (2009)
- Kâğıt Helva (2010) ISBN 978-605-111-426-2
- Firarperest (2010), ISBN 978-605-111-902-1
- İskender, (2011), ISBN 9786050902518
- Şemspare, (2012), ISBN 9786050907995

#### In inglese
- The Saint of Incipient Insanities (2004) ISBN 0-374-25357-9
- The Flea Palace, con Fatma Müge Göcek, (2005) ISBN 0-7145-3101-4
- The Gaze (2006) ISBN 0-7145-3121-9
- The Bastard of Istanbul (2006) ISBN 0-670-03834-2
- The Forty Rules of Love (2009) ISBN 88-17-03238-7
- The Island of Missing Trees (2021) ISBN 1635578590
- There are rivers in the sky (2024)

### Editi in italiano
- La bastarda di Istanbul, Milano, Rizzoli, 2007, ISBN 978-88-17-01726-8.
- Il palazzo delle pulci, Milano, Rizzoli, 2008, ISBN 978-88-17-02176-0.
- Le quaranta porte, Collana Scala stranieri, Milano, Rizzoli, 2009, ISBN 978-88-17-03238-4.
- Latte nero. Storia di una madre che non si sente abbastanza, Collana Scala stranieri, Milano, Rizzoli, 2010, ISBN 978-88-17-04562-9.
- La casa dei quattro venti, Collana Scala stranieri, Milano, Rizzoli, 2012, ISBN 978-88-17-05703-5.
- La città ai confini del cielo, Collana Scala stranieri, Milano, Rizzoli, 2014, ISBN 978-88-17-07564-0.
- Tre figlie di Eva, Collana Scala stranieri, Milano, Rizzoli, 2016, ISBN 978-88-17-09118-3.
- La bambina che non amava il suo nome, Milano, Rizzoli 2018, ISBN 978-88-17-09954-7.
- I miei ultimi 10 minuti e 38 secondi in questo strano mondo, Milano, Rizzoli 2019, ISBN 978-88-17-11790-6.
- Non abbiate paura, 2020.
- L'isola degli alberi scomparsi, Milano, Rizzoli 2021, ISBN 978-88-17-15892-3.
- I ricordi dell'acqua, Milano, Rizzoli 2024, ISBN 9788817187497, ISBN 9788831816120